# Anomis mandraka
Anomis mandraka là một loài bướm đêm trong họ Erebidae.